# Grupo Clarín

Principales participaciones accionarias del Grupo Clarín en 2011.

Grupo Clarín S.A. es el grupo empresario de medios de comunicación más grande de la Argentina. Fue conformado oficialmente en diciembre de 1999, engloba entre otros medios al diario Clarín (el diario de mayor circulación en Latinoamérica en 2012), la empresa Artear, que opera y comercializa la cadena de televisión El Trece basada en Buenos Aires, el canal de actualidad Todo Noticias y junto con decenas de empresas como editoriales, emisoras de radio y televisión, productoras de televisión, proveedores de Internet, telecomunicaciones, imprentas gráficas, correo tradicional y servicios de tercerización.

## Historia
Para 1980, el Grupo Clarín se había convertido en el mayor distribuidor de diarios en el mundo hispanohablante (cuando sus ganancias alcanzaron los 900 millones de dólares). El grupo se diversificó enormemente a partir de 1990, cuando entró en el rubro de la televisión con la adquisición de Canal 13, y se adentró también en la radio con la compra de Radio Mitre. Siguiendo su expansión en la televisión por cable en 1992 (Multicanal), Todo Noticias (el canal de noticias del grupo) fue establecido en 1993 y continúa siendo uno de los más influyentes en el sector. El conglomerado también maneja Patagonik Film Group y numerosos periódicos provinciales (entre los más notables, Los Andes de Mendoza y La Voz del Interior de Córdoba).
Sus principales accionistas son Marcela Noble Herrera, Felipe Noble Herrera, Héctor Magnetto, José Antonio Aranda y Lucio Rafael Pagliaro. Juntos conforman el 70,99 % del paquete accionario; además, todos ellos ocupan puestos jerárquicos en la empresa. El porcentaje restante se divide entre un 8,75% que le corresponde al grupo inversor Booth American Company Investment, LLC y un 20,26% se considera capital flotante. Desde 2008, a partir de la estatización de las Administradoras de Fondos de Jubilaciones y Pensiones, el Estado posee 9% del Grupo, a través del Fondo de Garantía de Sustentabilidad.

### Roberto Noble,Ernestina Herrera de Nobley su formación del medio Grupo Clarín
Pese a su reciente formación en el año 1999, la historia del grupo se remonta al año 1945, cuando Roberto Noble, abogado, periodista y legislador socialista fundó el 28 de agosto el diario Clarín.
En 1962, Clarín lanza una revista en papel ilustración los días domingos a la que llama Clarín Revista. En el año 1965, Clarín se convierte en el diario de mayor circulación de la Ciudad de Buenos Aires. En 1969, luego del fallecimiento de Noble, su viuda, Ernestina Herrera de Noble, asumió la dirección del matutino.

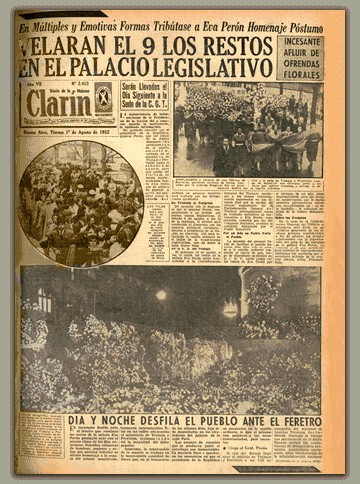
El diario Clarín en agosto de 1952.

En 1976, Clarín inauguró su primera subsidiaria, la empresa Artes Gráficas Rioplatense (AGR). En 1977, Clarín, junto con los diarios La Nación, y La Razón compran acciones de la papelera Papel Prensa S. A. En 1982, el diario Clarín participó en la creación de la agencia de noticias Diarios y Noticias (DyN).
En el año 1990, con la privatización de varios medios de comunicación, Clarín inicia su proceso de integración horizontal. Primero adquirió Radio Mitre. Luego, ganó la licitación para operar Canal 13 mediante su subsidiaria Arte Radiotelevisivo Argentino (ARTEAR). En 1992 también incursionó en la televisión por cable mediante la empresa de distribución del servicio de cable Multicanal. El 1 de junio de 1993 (32 años), Artear lanza el canal de cable Todo Noticias (TN), y el 1 de agosto de 1994 (30 años), la señal Volver, que transmite series y programas históricos de la televisión argentina.
En el año 1996 aparece la versión en línea de Clarín y sale a las calles el diario Olé, especializado en deportes. Asimismo, se crea el portal Ciudad Internet en 1997. En ese mismo año, también crea la Compañía Inversora de Medios de Comunicación S. A. (CIMECO). La firma administra matutinos en el interior del país; entre ellos, La Voz del Interior y Los Andes. El Grupo Clarín se constituye formalmente como Sociedad Anónima en 1999 e introduce como accionista minoritario a Goldman Sachs.
En el año 2000, el Grupo Clarín compró el diario La Razón, se asoció con la productora televisiva Pol-ka y participó en las acciones de la cinematográfica Patagonik. Entre 2005 y 2007, el Grupo Clarín adquirió la empresa proveedora de servicio de cable Cablevisión, que hasta ese momento competía con Multicanal. Tras la fusión, Cablevisión se convirtió en el principal cableoperador del país con más de 3 millones de abonados.

## Política

### Revolución Libertadora
El diario se mostró expectante en relación con lo que sucedía en el país durante estos años de escasa institucionalidad. En su tapa del 22 de septiembre Clarín publicó «Es total la tranquilidad en el país» y «El general Lonardi jurará mañana como presidente de la República», junto a la biografía del General Lonardi.
Al día siguiente en su portada escribía: «Cita de honor con la libertad. También para la República la noche ha quedado atrás». «En medio del exultante júbilo ciudadano asume el nuevo presidente». «Entusiasta y abanderada recibirá Buenos Aires al general Lonardi».

### Dictadura Militar
El diario Clarín no antagonizó con la llegada del Gobierno de facto. Según Graciela Mochkofsky esto se puede comprobar por el tratamiento periodístico que tuvo el Gobierno militar y por la autocensura periodística.
La madrugada del 24 de marzo de 1976, día del golpe de Estado, Marcos Cytrynblum, editor general del diario, fue convocado a Casa de Gobierno por dos capitanes de navío quienes se desempeñarían como secretario de información pública y director de prensa. Le informaron que todo material periodístico debía ser previamente supervisado por ellos, por lo que se le solicitaban las pruebas de página del diario antes de su publicación. A las 4 de la madrugada del 25 de marzo solo se habían devuelto unas pocas páginas aprobadas. Cytrynblum protestó por teléfono «¿Es que no quieren que salga el diario?». Inmediatamente les devolvieron el resto de las páginas con unas pocas anotaciones.
Según Mochkofsky, un editor del diario Clarín ―a quien no cita por pedido de este―, le dijo respecto de la censura previa del Gobierno de facto: 

La única información que teníamos era la que provenía del Gobierno. Si por censura entendemos tachaduras, no me acuerdo. Eran unos pelotudos en las anotaciones. No eran nada. Dijeron que no se podía decir ni «puto», ni «caca» ni «Montoneros», y no jodieron más.

A la madrugada siguiente las pruebas de página fueron devueltas todas a tiempo y casi sin objeciones. Al tercer día la oficina de control fue clausurada. La auto censura periodística fue lo suficiente como para hacer innecesario control previo del Gobierno de facto. Hasta 1981 el diario mantuvo una línea editorial esencialmente acrítica. La editorial del 24 de marzo de 1979, tercer aniversario del golpe decía:

La fecha ―24 de marzo de 1976― divide la historia política del país de manera tajante. En la víspera, un vacío de poder que era cubierto por el desorden, la anarquía y la guerrilla. Al día siguiente, un lento y seguro proceso de reordenamiento, para el cual prestó su aquiescencia la ciudadanía.

En 2010 se inició un juicio referido a la adquisición de la productora de papel de diario Papel Prensa S. A., que se consideró irregular. Mitre, Magnetto y Herrera de Noble fueron absueltos en 2016, ya que el juez consideró que no había evidencia de que se hubiera cometido ningún delito.
Las únicas voces críticas eran respecto a la política económica ultraliberal de José Alfredo Martínez de Hoz. Hasta 1981, año en que se produjo una reestructuración interna del diario impuesta por Ernestina Herrera de Noble, el editor Rogelio Frigerio había mantenido la línea editorial dentro del ideario desarrollista.
Clarín se comienza a distanciar del Gobierno de facto cuando la crisis económica se profundizó. El 30 de marzo de 1981 publicó la primera solicitada pidiendo que aparezcan con vida las personas desaparecidas.

### Raúl Alfonsín
Clarín seguía siendo el diario más vendido del país y aspiraba a convertirse en un multimedio. Para ello había solicitado al presidente Raúl Alfonsín la derogación del inciso «e» del artículo 45 de la Ley de Radiodifusión aprobada por la dictadura. Este inciso impedía a un poseedor de un diario ser dueño además de una licencia de radio o televisión. En aquellos años los canales de televisión eran del Estado y Clarín tenía como objetivo que Alfonsín llamara a licitación y los privatice, siguiendo el modelo estadounidense de televisión, en contraposición al modelo británico, italiano y español de canales estatales.
Canal 11 era manejado por el Ministerio del interior encabezado por Enrique Coti Nosiglia y su grupo de poder político de la Junta Coordinadora Nacional; Canal 13 por el diputado nacional Leopoldo Moreau, Canal 7 era manejado por dirigentes vinculados al canciller Dante Caputo mientras que Canal 9 fue devuelto a Alejandro Romay en mayo de 1984. La prosperidad económica de este último hizo que Héctor Magnetto confirmara su idea del rédito económico que trae poseer un canal de televisión.
Alfonsín no tenía resuelto como pararse frente a las críticas de los medios. En cada viaje al exterior consultaba a otros presidentes y nunca llegaba a una conclusión. Respecto de Clarín, no tardó en identificarlo como un enemigo, rival político y factor de oposición y veía en Héctor Magnetto a un adversario a la vez que entendía que Clarín estaba detrás de toda desestabilización, en una época en que todavía se temía por el regreso de un Gobierno de facto.
Clarín por su parte, como la mayoría de los medios argentinos, apoyó el regreso a la democracia así como la política de derechos humanos y el Juicio a las Juntas, pero era crítico en la política económica y social. El 11 de diciembre de 1984 expresaba en su editorial 

El balance de un año del actual Gobierno no permite afirmar que esta tarea esté en trance de ser cumplida. Por el contrario, la economía sigue careciendo de una orientación firme para el largo plazo, no se cuenta con un programa de crecimiento y los estímulos a la especulación funcionan a plenitud.

Alfonsín, que era sensible a las críticas, se distanció más de Clarín con cada título o columna crítica: «protestaba, bramaba, amenazaba». Los funcionarios alfonsinistas apelaban a la extorsión moral frente a periodistas de Clarín «criticar al Gobierno ―por lo que fuera― era hacerle el juego a los militares, conspirar contra la democracia».
Magnetto recibía informes de que el Gobierno lo espiaba. Lo confirmó cuando le llegó una carpeta anónima con detalles de sus conversaciones telefónicas, reuniones y movimientos. Comprobó que un automóvil lo seguía cuando estuvo de visita en Chivilcoy, su ciudad natal. Una delegación de la Dirección General Impositiva revisó todas las finanzas del diario y reportó al secretario de Hacienda durante tres años desde el propio edificio de la empresa.
El viernes 13 de febrero de 1987, Clarín publicó un artículo en el que afirmaba que según el Instituto Nacional de Estadística y Censos 1 325 000 personas tenían problemas laborales y que era el peor índice desde 1981. El presidente consideró injusto y sesgado: el índice era peor que en 1983 pero había mejorado respecto de 1985. Esa mañana tomó el micrófono durante su visita al mercado comunitario de Flores y acusó a Clarín de ser un «opositor acérrimo» de su Gobierno. No era usual en Alfonsín referirse en público a un hecho tan puntual y menos que atacara la prensa.
Alfonsín solo hablaba con la prensa a través de su vocero José Ignacio López. En las ocasiones en que el presidente daba una conferencia, solo respondía aquellas preguntas que pasaban por el filtro de López. Asimismo el presidente se retiraba de la sala cuando consideraba que una pregunta era impropia y no debía ser contestada.

Yo no les voy a pedir a los medios de difusión que varíen su prédica; soy respetuoso de la libertad de prensa, pero ustedes tienen un ejemplo en los diarios de hoy. Les pido que lean Clarín, que se especializa en titular de manera definida, como si realmente quisiera hacerle caer la fe y la esperanza al pueblo argentino. Yo respeto al diario Clarín, y el Clarín respeta al presidente sin duda. Y no ha de pretender que calle su opinión. Lean ese artículo que está vinculado a los anuncios sobre la desocupación. Sabemos que es un opositor acérrimo y no nos interesa. Sabemos también que es este tipo de artículo el que aparece cotidianamente en el diario. Pero léanlo, porque la forma falaz en que está presentada la noticia de una disminución de la desocupación en la Argentina es un ejemplo vivo contra lo que tenemos que luchar los argentinos.

El diario dedicó los siguientes tres días a contestarle al presidente. Joaquín Morales Solá, entonces subjefe de redacción dijo:

Cada vez que lo acosa la diversidad de la crisis que le toca gobernar, el presidente estalla como un volcán de críticas y ataques a las cosas y a las personas ajenas [...] esta vez blandió el látigo (este elemento de castigo no le pertenece a una sola persona política en la Argentina, según parece) contra la oposición suya en general, tibiamente contra todos los medios de comunicación y, en especial, rudamente, contra este diario [...] un diario no debe ser opositor ni tampoco oficialista. Simplemente, debe mirar la realidad con los ojos que Dios le ha dado.

No se trató sólo de un momento de ofuscación: los canales de televisión que controla el radicalismo (es decir, casi todos) recibieron la precisa instrucción de remachar incansablemente con la repetición de las palabras de Alfonsín sobre Clarín. Disciplinados y obedientes, no se cansaron de vibrar de entusiasmo al ritmo de la rabieta presidencial.

A partir de las declaraciones del presidente, Clarín se presentó como víctima del poder estatal y pidió que se privatizaran los canales. Morales Solá dijo que todo el sistema de medios oficialistas había sido usado para presionar a la prensa independiente. Clarín tituló en los días siguientes: «Duro ataque de Alfonsín a la oposición», «Críticas de la oposición al discurso de Alfonsín», «Critica ADEPA los conceptos de Alfonsín sobre la prensa». Según Víctor Hugo Morales es una estrategia de victimización habitual.
Asimismo ADEPA dijo que deploraba la «desmesuarada» reacción del presidente e insistía en la urgencia de sancionar una nueva Ley de Radiodifusión que garantizara la pluralidad informativa a la vez que se eliminaran mecanismos «que pueden ser utilizados para la censura»: se refería al artículo 45.
En verdad Clarín había comprado Radio Mitre a través de testaferros, por lo que pudo eludir el impedimento del artículo 45. La maniobra fue transparente: la radio tenía una deuda millonaria con el Banco Mariva, entidad de confianza de Magnetto. A finales de 1985 ingresaron al directorio de la radio dos directores en representación de Mariva. Meses después Clarín hizo un acuerdo de coproducción por el que ingresaron delegados del diario: un contador que se encargó de la administración y el jefe de redacción matutina de Clarín, Abel Maloney, que pasó a ocupar la gerencia general y la programación de la radio.
En abril de 1987 Alfonsín envió al Congreso un proyecto para crear un Consejo Nacional de Radiodifusión por el cual los dueños de medios gráficos podían acceder a licencias de radio o televisión «si se resguarda la libertad de expresión o el pluralismo informativo en la zona de cobertura».
No era lo que Magnetto le reclamaba al presidente y denunció un intento del Gobierno por intervenir los medios de comunicación que no le pertenecían así como decidir los contenidos. El CEMCI (Comisión Empresaria de Medios de Comunicación Independientes) dijo que la ley tenía un «espíritu estatista y regulador» que su letra estaba «altamente ideologizada» y que el Gobierno tenía «pretensión totalitaria». La presión de Clarín logró que el proyecto no fuera aprobado.
Tras la derrota electoral en las elecciones legislativas de 1987 Alfonsín concluyó que había fallado la estrategia comunicativa del Gobierno. Pasó de la indecisión a la certeza de no otorgar más poder a Clarín.
Clarín a su vez habló con Antonio Cafiero, firme candidato a presidente por el Partido Justicialista, pidiéndole la derogación del artículo 45. Sorpresivamente Cafiero pierde la elección interna con el gobernador de La Rioja Carlos Menem quien le prometió a Magnetto que si era presidente derogaría el artículo 45 y privatizaría canales y radios estatales: «vamos a privatizar rápidamente el 11 y el 13. No podemos seguir perdiendo millones con algo que los privados pueden hacer mucho mejor. Nos interesa que esto salga bien que participen empresas nacionales».
En medio de la hiperinflación, saqueos populares a comercios y supermercados y paros nacionales, el presidente envía al congreso el proyecto para derogar el artículo en cuestión, sin que tuviera tratamiento legislativo. Finalmente debió renunciar cinco meses antes de cumplir su mandato.
En el libro Raúl Alfonsín la democracia a pesar de todo (Andrew McAdam, Víktor Sukup, Claudio Oscar Katiz, Corregidor Ed. 1999), los autores dicen que Alfonsín planteaba a los empresarios que lo dejaran llegar a diciembre a lo que Magnetto respondió «ustedes ya son un obstáculo».

### Carlos Menem
El 17 de agosto de 1989, un mes y nueve días después de asumir la presidencia, Carlos Menem obtuvo la aprobación en el Congreso de una ley ómnibus de Reforma del Estado que lo autorizaba a privatizar las empresas del Estado. Esta ley incluía la derogación del artículo 45 de la vigente Ley de Radiodifusión.
Héctor Magnetto se abocó personalmente a obtener la licencia de Canal 13, por lo que creó la sociedad Arte Radiotelevisivo Argentino S. A. (Artear) y coordinó la redacción de las 3261 páginas de la propuesta empresarial. Clarín presentó también propuesta para quedarse con Canal 11. Finalmente obtuvo la licencia de Canal 13 por 7200 millones de australes, alrededor de 5,6 millones de dólares de aquella época.
El 22 de diciembre de 1989, Carlos Menem firmó el decreto de adjudicación de los canales. Felicitó a Ernestina Herrera de Noble y Héctor Magnetto y proclamó que Perón, de estar vivo, también hubiera privatizado. Los funcionarios de Clarín felicitaron al presidente por el traspaso de los canales, lo que mostraba un espíritu de «pluralismo informativo». Por su parte Herrera de Noble dijo «Felicito al Gobierno del presidente Menem por haber privatizado los canales al iniciar la gestión y no al terminarla. Esto subraya el respeto por la libertad de opiniones». Un editorial de Clarín decía «Es la primera vez en varios lustros en que se desiste de concentrar en manos del poder los medios de comunicación de masas».
Según Mochkofsky, la visión acrítica de su Gobierno fue lo que Menem obtuvo de Clarín por derogar el artículo 45 y entregarle Canal 13: mientras que el diario La Nación estaba genuinamente de acuerdo con su política neoliberal, Clarín, de ideario desarrollista, tenía escasa crítica de su política por parte de los columnistas de economía y solo algunos editoriales pedían mayor protección a la industria nacional.
El estilo de comunicarse del presidente con la prensa fue distinto a todos sus antecesores: «el provinciano de gruesas patillas, el personaje folclórico que llegó al Gobierno, se convirtió de improviso en una celebrity de los medios de comunicación, donde habitaba cómodo, jugando en shorts al básquet, bailando con odaliscas, rodeado por personajes de la farándula, entre rumores de romances y escapadas con vedettes».
Aunque Clarín se había hecho (tardíamente) eco de la investigación hecha por Página/12 sobre el Swiftgate, el primer desencuentro público entre el presidente y Clarín fue durante la investigación, también iniciada por Página/12, que hizo sobre el llamado Milkgate, en el cual Miguel Ángel Vicco, secretario privado del presidente, había vendido leche en polvo vencida y en mal estado al Ministerio de Salud, que la distribuía como alimento en los barrios pobres. Clarín informó: «El despido de Miguel Ángel Vicco afecta directamente la figura del presidente Carlos Menem».
El presidente estaba enojado con el diario Clarín, con su hermano y con Eduardo Bauzá por haberlo aconsejado mal: no debió darle a Clarín tan rápido lo que pedían. El 8 de julio de 1992 ―tercer aniversario de su Gobierno― en una entrevista en el diario La Nación le preguntaron cuales habían sido sus errores, a lo que contestó:

Solo uno: haber derogado el artículo 45 de la ley de radiodifusión. No medí las consecuencias. Lo hice para afianzar la libertad de prensa, pero esa anulación permitió la existencia de empresas que tienen un canal de televisión, radio, Papel Prensa y un diario y una agencia informativa. Yo no hablo de coartar la libertad de prensa, pero tampoco hay competencia en lo que hace a la información. Se monopolizó la prensa. No esperaba que algunas empresas se convirtieran en propietarias de diarios, canales de televisión, radios y hasta una cuota de Papel Prensa. Es un error que tendremos que subsanar.

Según Mochkofsky, Menem creyó haber construido en 1989 una alianza con el diario: promoción de actos de Gobierno y protección frente a errores, desvíos y prácticas controversiales. En cambio Clarín había confirmado que los políticos se enojaban por la tapa de hoy pero estarían pendientes por ganar la del día siguiente. Los políticos siempre deberían conciliar, evitar una ruptura definitiva. Siempre cederían a los pedidos del diario y una vez obtenidos, no había razón para entregar demasiado a cambio. Según Mochkofsky el diario siempre tendría una «velada, silenciosa amenaza de convertirse en abiertamente opositor».
El deseo de recortarle poder a Clarín se tradujo en los hechos en todo lo contrario. El mercado capitalista y neoliberal que había impuesto el Gobierno hizo que el multimedio se expandiera aún más: se unió a la empresa Torneos y Competencias (TyC) y cerró un contrato con la Asociación del fútbol argentino por el cual tenía los derechos de transmisión hasta 2014 de los torneos de Primera división, B Nacional y B Metropolitana. Este contrato fue polémico ya que el fútbol hasta ese momento podía verse por televisión abierta y en adelante solo podría verse pagando un abono.
La propiedad de los derechos del fútbol le permitió a Clarín expandirse al sector de la televisión por cable: entre 1992 y 1996 se quedó con 119 pequeñas empresas del interior. Se lo acusó de fijar el abono mensual a precios por debajo del valor de mercado y no vendía los derechos del fútbol a sus competidores. Esto hizo que los pequeños empresarios de las ciudades del interior del país ( «los cableros») terminaran vendiendo a Clarín sus empresas ya que tenían un abono más caro y sin transmisión del fútbol. Esa red que formó con los cables que fue comprando se llamó Multicanal.
Clarín se expandió y creó su propio canal de noticias 24 horas llamado Todo Noticias, ingresó en el negocio de las AFJP, la venta de tickets para espectáculos, compró el diario La Razón así como los dos diarios más importantes fuera de Buenos Aires La Voz del Interior y Los Andes, creó Prima, empresa proveedora de acceso a Internet. En 1995 se presenta formalmente el Grupo Clarín aunque todavía no estaba conformado como Sociedad Anónima.
En 1993 Menem ya había proyectado tener un segundo mandato presidencial, situación que la Constitución no permitía. Clarín y La Nación se opusieron abiertamente a una modificación de la misma. Fue entonces que el Secretario de Medios, Raúl Burzaco dijo «Clarín quiere voltear a Carlos Menem». En junio de ese año, Clarín publicó una investigación en la que la cuñada del presidente estaba involucrada en el lavado de dinero proveniente del tráfico de drogas ilegales.
Menem contestó que Clarín era un oligopolio informativo y que el Gobierno tenía la intención de sancionar una nueva ley de radiodifusión:

[...] ese respeto por la libertad de expresión supone también el deber de garantizar la pluralidad informativa, evitando el peligro de que se constituyan oligopolios periodísticos, sean estatales o privados, cuya actividad esté reñida con la naturaleza misma del sistema democrático [...] En tal sentido, el Poder Ejecutivo nacional está interesado en la sanción de una ley de radiodifusión que promueva la libre y leal competencia dentro de la más transparente pluralidad informativa [...] en la creación de condiciones igualitarias que aseguren un justo y adecuado aprovisionamiento de papel de diario.

Al día siguiente Clarín dedicó sus cuatro primeras páginas a responderle al presidente y a rechazar la acusación de oligopolio informativo. Mostró un mapa de medios donde se mostraban otros grupos empresariales (aunque ninguno de su peso).
Roberto Guareschi, secretario general de la redacción dijo en la revista Noticias:

[...] nosotros no somos un bando beligerante sino víctimas, porque el Gobierno tiene un proyecto inquietante para la prensa [...] inclusive tuvo (el presidente) una luna miel con la prensa durante los primeros meses de su Gobierno como ocurre en todos los países del mundo. Pero estalló el Swiftgate y esa luna de miel concluyó. Y a partir de ese momento Menem comenzó a retraerse. Algunas personas que están a su alrededor están tratando de convencerlo de que su principal obstáculo para ser relecto es la prensa, y que ésta no conviene, entonces hay un proyecto para regularla y someterla.

El presidente le contestó a la prensa enviando al Congreso un proyecto de ley que aumentaba las penas para los delitos de calumnias e injurias. Los medios la llamaron «ley mordaza» y Clarín se opuso abiertamente a la misma.
La relación entre el Gobierno y Clarín no estaba rota. Los periodistas del diario eran recibidos por funcionarios de todos los niveles y obtenían información. Tanto Magnetto como Ernestina asistían a las cenas protocolares de fin de año que se hacían en Olivos.
El secretario general de la Presidencia, Eduardo Bauzá llegó a un acuerdo com Magnetto: el diario no atacaría la vida personal del presidente Menem, pero seguiría denunciándolo en temas de corrupción; tampoco se opondría al proyecto económico pese a ser antiindustrialista. Magnetto, que originalmente se opuso a una reelección de Menem, le dijo a Bauzá «si se hace legalmente, puedo estar en contra pero no oponerme».
Durante el escándalo por venta de armas a Ecuador y Croacia Clarín explotó su perfil investigador, ganó premios internacionales y se ubicó como controlador del poder público: pasó de ser un diario crítico a un diario opositor.
Para ese momento, las encuestas ponían a los periodistas en lo más alto de la consideración pública. La política y la Iglesia Católica estaban desacreditadas como instituciones, por lo que la única reserva moral del país era la prensa independiente. Eran fiscales, jueces y héroes frente al poder del Gobierno.
Por su parte el Gobierno no concretó el aumento de penas por calumnias e injurias y derogó la figura del desacato a la vez que desestimó la idea de Menem de establecer la «libertad de palo», como había sugerido el presidente durante uno de sus cruces con la prensa.
En 1996 Menem había proyectado intentar acceder a un tercer mandato consecutivo. Sabía que tendría oposición de Clarín. Fue entonces que el secretario general de la presidencia, Alberto Kohan, le acercó a Menem una «estrategia de guerra» contra Clarín, atacarlo donde más le duele: en los negocios. Le presentó un grupo de empresarios dispuestos a formar un holding de medios de comunicación más grande y poderoso que Clarín y al servicio de la rereelección pretendida por el presidente en 1999. Se trataba del Citicorp Equity Investments. Sus caras visibles eran Richard Handley y Raúl Moneta.
El CEI, al momento de iniciar su proyecto, tenía el 30 % de las acciones de Multicanal. Las asambleas, que hasta ese momento habían sido cordiales, se desarrollaban en un ambiente hostil.
Durante el siguiente año y medio el CEI compró el 65 % de Cablevisión ―líder del mercado de televisión por cable en Argentina―, 30 % de Torneos y Competencias, 50,2 % de las acciones con poder de voto de Telefónica, Editorial Atlántida, 42 % de Telefe, adquirió la totalidad de Canal 9, Pramer que incluía el 7 % de América TV, Radio Continental y participaciones accionarias en canales de televisión de Bahía Blanca, Córdoba, Mar del Plata, Neuquén, Rosario, Salta, Santa Fe, San Miguel de Tucumán y San Salvador de Jujuy. También ofreció comprar alrededor del 25 % del diario Clarín, pero Magnetto se negó.
La adquisición de los canales de televisión, todos de Buenos Aires, fue ilegal ya que por ley no se permitía que un dueño tuviera más de un canal por territorio.
Intentó comprar el diario La Nación. Handley y Moneta se reunieron varias veces con Julio Saguier (hijo), presidente del directorio, pero finalmente no fue vendido. En julio de 1997 dicho diario publicó:

Salvo porque no consiguió comprar un diario, CEI Citicorp Holdings ya es virtualmente un conglomerado multimedios que está en vías de ser tanto o más poderoso que el Grupo Clarín.

Detrás del CEI está Menem con dos proyectos: uno de máxima, por llamarlo de algún modo, que es conseguir la reelección si se dan las condiciones para eso. Y otro de mínima, que es garantizarse unas espaldas anchas ―e internacionales― para una salida sin problemas.

La rivalidad con los accionistas del CEI en Multicanal hizo que Clarín comprara el 70 % de las acciones de dicha empresa por 239 millones de dólares. Magnetto vendió el 18 % del grupo Clarín al fondo de inversiones estadounidense Goldman Sachs por 500 millones de dólares.
El proyecto tuvo corta vida: a finales de 1998 la popularidad del presidente estaba en su nivel más bajo a causa del aumento de la pobreza y el desempleo. El Citibank vendió el 30 % de las acciones del CEI al fondo de inversión estadounidense Hicks, Muse, Tate & Furst. Asimismo Moneta, que había remplazado a Handley en la presidencia, cedió su puesto a Thomas Hicks. El proyecto de permanencia de Menem se desvaneció junto con el CEI.

### Fernando de la Rúa
El presidente Fernando de la Rúa contó con el apoyo inicial que Clarín le dio a casi todos los presidentes Desde el inicio, el presidente decidió no pelearse con los poderes establecidos. En lo esencial mantuvo la política económica de su predecesor. Concedió a los diarios un viejo reclamo: la desregulación de la venta ejemplares que desde 1945 ―primera presidencia de Perón― había quedado en poder del sindicato de canillitas. Ahora podían venderse en supermercados, farmacias y otros locales.
Al poco tiempo de asumir su mandato, la Secretaría de Medios revisó y/o anuló 238 licencias de radio que fueron concedidas por Menem en su último día de presidencia. Pese a las quejas de los adjudicatarios, el decreto había sido «tan desprolijo» que no tuvo mayor resistencia. Dicha secretaría también intentó anular otro decreto del expresidente que aumentaba de cuatro a veinticuatro la cantidad de licencias de radio y TV disponibles para una sola entidad y que permitía formar las redes de medios que la Ley de Radiodifusión prohibía. Dicho decreto fue hecho para blanquear la expansión irregular del CEI.
Para anularlo, el Gobierno preparó un proyecto de reforma de la Ley de Radiodifusión y un «Plan Nacional de Televisión». El COMFER había analizado 11 000 horas de programación de TV en todo el país y concluyó que del total de horas que se ven en el interior, solo el 13% es producido localmente y que repetían el 72% de la programación de Buenos Aires lo que representaba el 90% de los contenidos producidos en todo el país.
Este proyecto establecía el número de repetidoras que cada canal abierto nacional podía tener. Para ese momento Clarín ya había comprado el 85% de Canal 12 de Córdoba y la totalidad de Canal 7 de Bahía Blanca.
Jorge Rendo, gerente de Relaciones Externas del Grupo Clarín, dijo que lo que le interesaba al Grupo era ampliar el alcance de Canal 13 ya que el mercado de la publicidad por TV abierta en Argentina era diminuto.
Rendo era el encargado de hablar con el COMFER y la Secretaría de Medios para que el proyecto se aprobara. Un viernes por la tarde llamó a la Secretaría y le dijeron que faltaba el decreto, que lo estaban analizando los abogados del Ministerio de Economía. Unas horas después envió a un comisionista con un decreto preparado por los abogados de Clarín.
Finalmente el Gobierno anunció la convocatoria para licitar noventa canales de aire del interior y estableció un nuevo plan de licencias de TV para todo el país. El primer plazo para el llamado, que fue fijado para marzo de 2002, nunca se llegaría a completar.
Durante toda la crisis de 2001 el Gobierno contó con apoyo expreso de Clarín. En los meses previos a la renuncia de De la Rúa, Clarín fue acrítico a la toma de deuda a tasas exorbitantes llamado «Blindaje Financiero». Durante la negociación por el Canje de la deuda el diario tituló «Fuerte respaldo de los mercados a Murphy», «Fuerte respaldo de Estados Unidos al plan de ajuste», «De la Rúa: el recorte es la única salida y no es negociable». También tituló: «Quieren un ajuste de 4000 millones: [...] el proyecto de ajuste tiene que pasar un examen muy difícil, debe ser aprobado por el Congreso, que está dominado por el PJ», «La Argentina pagó y evitó el default», «Presupuesto: el recorte es de 6000 millones [...] el Gobierno de Estados Unidos dice que vería con agrado un acuerdo político para que salga el presupuesto».
Aunque De la Rúa denunciara una conspiración del Peronismo para quedarse con el poder y de no querer hacer un pacto de gobernabilidad, las causas de su renuncia eran evidentes: recesión, 54% de pobreza a nivel país, 25% de desocupación a nivel país, el corralito impuesto por Domingo Cavallo para salvar los bancos, surgimiento de cuasimonedas, recorte del gasto público en todos los sectores. El apoyo de Clarín y otros medios como La Nación no evitaron que la gente se abocara a las calles y realizara cacerolazos en forma continua bajo el lema «que se vayan todos» los políticos. Finalmente De la Rúa renunció dos años antes de finalizar su mandato.

### Adolfo Rodríguez Saá
El 25 de diciembre de 2001, Rodríguez Saá organizó un asado al que asistieron empresarios de la Unión Industrial Argentina. En representación de Clarín asistió Jorge Rendo, jefe de Relaciones Externas que quería convencer al presidente de no devaluar el peso ya que Clarín tenía por contrato una deuda de 940 millones de dólares que debía pagar en aquella moneda: si se devaluaba, su deuda se multiplicaría por la cantidad que quede fijado el tipo de cambio. Una semana después de haber sido designado por la asamblea legislativa, Rodríguez Saá renunció.

### Eduardo Duhalde
La asamblea legislativa nombró presidente a Eduardo Duhalde el 2 de enero de 2002. Desde el comienzo de su presidencia, contó con el apoyo de Clarín: los cacerolazos y protestas que eran cubiertos por sus canales de televisión y radios durante la presidencia de De la Rúa, pasaron a ser un tema secundario y no aparecían entre las prioridades de su programación, pese a que la cantidad de los mismos no había disminuido.
Ese mismo día el peso fue devaluado. Según el diario Ámbito Financiero, Clarín influyó en esta decisión del presidente y que «licuó su deuda en pesos a costa de enviar a millones de argentinos a la pobreza». Por aquellos días aparecieron en Buenos Aires grafitis con la leyenda «nos mean y Clarín dice que llueve».
Héctor Magnetto se reunió con el presidente para solicitarle que modificara la Ley de Concursos y Quiebras. El Grupo Clarín tenía una deuda en dólares millonaria que podía ser reclamada por acreedores internacionales pidiendo la quiebra. La empresa que mayor deuda tenía era Multicanal. El 14 de febrero de 2002 se promulgó parcialmente la Ley 25.563, que establecía entre otras cosas la emergencia productiva y crediticia y suspendía por un plazo de 180 días la totalidad de las ejecuciones judiciales y extrajudiciales. Lo que hacía la Ley 25.563 era suspender la figura del cram down.
Esta Ley tuvo corta vida. El Fondo Monetario Internacional, que luego admitiría su responsabilidad en la crisis argentina, presionó para que se instaurara nuevamente la figura del cram down. El ministro Lenicov renunció y fue sucedido por Roberto Lavagna quien cedió a las presiones internacionales. El Gobierno giró al Congreso un proyecto que instauraba nuevamente el cram down a la vez que modificaba varios artículos de la Ley de Concursos y Quiebras. El 15 de mayo de 2002 la Ley 25.589 quedó promulgada.
El Grupo Clarín ideó una nueva Ley de «Preservación de bienes y patrimonios culturales» que establecía, entre otras cosas, que las empresas nacionales que encuadraran en dicha calificación ―las empresas periodísticas entre ellas― quedarían exentas del cram down. El lobby de Jorge Rendo hizo que la norma tuviera media sanción en el Senado el 19 de junio de 2002. El tratamiento en Diputados quedó en suspenso debido a que el 26 de junio se produjo la masacre de Avellaneda en la cual la policía bonaerense asesinó a los jóvenes militantes Maximiliano Kosteki y Darío Santillán, por lo que Duhalde decidió adelantar las elecciones nacionales. La Ley 25.750 de Preservación de bienes y patrimonios culturales, fue aprobada el 18 de junio de 2003, bajo la presidencia de Néstor Kirchner. Se la llamó «Ley Clarín».
En los días posteriores a la masacre, se lo acusó a Clarín de ocultar las fotografías sobre los fusilamientos para no perjudicar al presidente. Mientras que el diario Página/12 las había publicado, Clarín recién lo hizo dos días después. El titular del diario, luego de los asesinatos, fue el impersonal «La crisis causó dos nuevas muertes». Durante esos meses quedó instalada la idea de que Clarín protegió a Duhalde y que abogó por la devaluación del peso y la licuación de su deuda. El diario decidió no dar explicaciones ya que según Magnetto sería tomado como una señal de debilidad.

### Néstor Kirchner
Según Néstor Kirchner no existe el periodismo independiente, los periodistas no se pueden aislar de la empresa que los emplea. Estas empresas son, según su punto de vista, poseedoras de un enorme poder y actores en este juego de poder, con intereses e ideología. Dichos medios actúan decisivamente en la relación entre los ciudadanos y los políticos. Según Mochkofsky, Kirchner interpretaba cada artículo, título y foto, cada palabra de radio como un ataque o apoyo a su gestión por parte del dueño del medio, con el objetivo de obtener ventajas económicas o políticas.
Opuesto a la relación tensa con el diario La Nación, Néstor Kirchner tenía una relación cercana con Clarín. Según Mochkofsky, todos los presidentes anteriores a él creían en un «sistema de buen trato». Según Alberto Fernández el Grupo Clarín es un sistema absolutamente ensamblado de la noticia, sic: «se desplegaba a la mañana con un artículo en el diario que lo tomaba Magdalena Ruiz Guiñazú en Radio Mitre, pasaba 24 horas seguidas en Canal 13 y TN y, al final de día, analizaba Joaquín Morales Solá en su programa. Te terminaba de aniquilar».
Durante su presidencia, Kirchner tuvo una relación muy cercana con el CEO de Clarín, Héctor Magnetto. Lo conoció durante la campaña electoral de 2003 por consejo del entonces presidente Eduardo Duhalde. Magnetto no tenía opinión formada sobre él y lo refería como «el del sur». Clarín tenía como enemigo político a Carlos Menem quien había intentado destruir el diario durante su segunda presidencia, por lo que apoyó la candidatura de Kirchner cuando todavía tenía un 8% de intención de voto.
Por su parte la entonces primera dama Cristina Kirchner veía con recelo el acercamiento a Clarín. «Ustedes son unos tarados que creen en Clarín» [sic] reprendía a su marido y Alberto Fernández.
Magnetto estaba de acuerdo con Kirchner en dos puntos centrales: la renegociación de la deuda y el control de la calle. Sobre el primero, Clarín, luego de la devaluación del peso, inició en 2003 la renegociación de su deuda en dólares de Multicanal y AGEA, por lo que apoyó en 2005 el canje de la deuda externa. Sobre el segundo ítem Magnetto aprobaba la política de no represión de Kirchner mientras dicha coyuntura no fuera muy prolongada. Otro punto que Clarín aprobó fue la renovación de la Corte Suprema de Justicia, eliminando la hasta entonces mayoría automática del menemismo. Según Mochkofsky se puede decir que Kirchner tuvo plena aprobación hasta mediados de su mandato. A su vez el Gobierno nacional retribuía otorgando a Clarín las primicias de los actos de Gobierno.
Durante los cuatro años y medio de presidencia de Néstor Kirchner, era él mismo quien llamaba a los diarios para protestar por algún titular o nota que aparecía en Clarín. Según Mochkofsky, un alto ejecutivo del diario le dijo «era mucho más insistente, más inmediato» que otros presidentes y políticos.
Aun así la relación con el diario era buena. En noviembre de 2006 el diario Perfil publicó una nota sobre el caso Skanska tema del que Clarín se hizo eco pero que investigó meses después, en marzo de 2007. Lo mismo ocurrió con el caso Antonini Wilson donde Clarín solo reproducía la crónica.
El primer desencuentro público ocurrió en marzo de 2007 cuando la secretaria de medio ambiente Romina Picolotti, funcionaria dependiente de Alberto Fernández, denunció que la empresa Papel Prensa S. A. contaminaba el río Baradero y fijó un plazo de 180 días para cesar el derrame de efluentes contaminantes. El Grupo Clarín recurrió a la justicia para evitar una gasto de diez millones de dólares a la vez que publicó en julio una investigación en la que decía que la funcionaria hacía gastos desmedidos y realizaba contrataciones injustificadas de parientes. El conflicto finalizó cuando Fernández, que había sido nombrado representante del Estado en el directorio de la empresa, dijo que obligó a los demás socios de la papelera a invertir 8 millones de dólares para evitar la contaminación.
La relación entre Kirchner y Magnetto siguió siendo cordial aunque de mutua desconfianza. El CEO de Clarín le exponía sus críticas y señalaba errores a la vez que le llevaba propuestas al presidente. Los temas más criticados eran la inflación y la protesta callejera que, según él, ya superada la crisis no debía permitirse cualquier manifestación. En contraposición, según Mochkofsky, Magnetto sentía desconfianza de Kirchner ya que recibió la información de que el presidente tenía pensado adquirir parte del paquete accionario del Grupo. Esto como parte de un supuesto escenario futuro donde Magnetto hubiera fallecido. También según Mochkofsky, Magnetto les dijo a periodistas de su diario que Kirchner reducía todo a una lógica transaccional y que le había dicho «acompáñenme, ustedes van a ser los más ricos de la Argentina».
Héctor Magnetto había proyectado ya desde mediados de los años 90 ―cuando en 1994 vendió por 96 millones de dólares el 30 % de Multicanal al CEI― adquirir Cablevisión y Telefónica. Ambos proyectos se vieron frustrados: en el primer caso Eduardo Eurnekián decidió vender el 80 % de Cablevisión, por 750 millones de dólares, al grupo estadounidense TCI, mientras que en el segundo caso no pudo comprar Telefónica cuando el presidente Menem «usó como instrumento de guerra» al CEI contra Clarín.
En 2005 Cablevisión había restructurado una deuda de 800 millones de dólares y el fondo de inversión estadounidense Liberty que poseía el 50 % de la empresa, estaba dispuesto a venderla. En la operación intervino el socio capitalista David Martínez Guzmán, dueño del fondo de inversión Fintech, quien junto a Clarín compraron además el restante 50 % de la compañía al fondo de inversión estadounidense Hicks, Muse, Tate & Furst. La transferencia se firmó el 28 de septiembre de 2006 por 1100 millones de dólares que incluía traspaso de activos, intercambio de acciones y pagos en efectivo.
Con esta adquisición, Clarín se convirtió el séptimo proveedor mundial de televisión por cable y la primera de América Latina. Pasó a representar el 47,3 % del mercado nacional (5.700.000 suscriptores) y elevó la facturación del grupo de 2100 a 3600 millones de dólares por año, lo que le permitió a cotizar por primera vez en las bolsas de Buenos Aires y Londres.
El detalle de la operación fue informado a la Comisión de Defensa de la Competencia:

Grupo Clarín S. A. y Fintech Advisory INC. adquieren una cantidad de acciones ―adicional a la que ya poseen― por la que resultan titulares, directa e indirectamente de aproximadamente el 60 % y el 40 % respectivamente de las acciones de Cablevisión S. A.; a su vez, Cablevisión S. A. adquiere el 98,54 % de las acciones de Multicanal S. A., el 99,98 % de las acciones de Teledigital Cable S. A.; principalmente en forma indirecta a través de la compra de Hicks, Muse, Tate & Furst ―La Argentina Cable Company LCC―, y a través de Multicanal S. A., el 100 % de Primera Red Interactiva de Medios Argentinos (PRIMA) S. A.

La operación fue denunciada como concentración monopólica por José Sbatella, titular de Comisión de Defensa de la Competencia. Sbatella criticaba dos aspectos: el primero era el origen de los fondos, según él, Fintech era una fachada de Clarín «son ellos mismos». No podía probarlo porque cuando rastreaba el origen de Fintech terminaba en un paraíso fiscal. El segundo aspecto que criticaba era el posible abuso de posición dominante y la aplicación de precios predatorios a la vez que no vedía los derechos de televisación del fútbol. Además se convertía en varias zonas del país en el único proveedor de televisión por cable, lo que hacía perder transparencia al mercado.

### Cristina Fernández de Kirchner
Cuando Néstor Kirchner traspasó la banda presidencial a su esposa tenía un 70 % de imagen positiva, la mayor de la historia para un presidente saliente. Cristina Kirchner, que había ganado en primera vuelta con el 45,29 % de los votos positivos, no gozó del crédito inicial que Clarín le dio a todos los presidentes.
Héctor Magnetto, CEO del grupo, se había opuesto a la candidatura de Cristina Kirchner. Según Mochkofsky y Montenegro, la razón para oponerse era que Cristina aseguraba al kirchnerismo la continuidad en el tiempo ya que si Kirchner buscaba la reelección se convertiría en un presidente condicionado, con poco poder de negociación debido a la imposibilidad constitucional de tener un tercer mandato consecutivo. Siendo Cristina la candidata, Kirchner podría dedicarse cuatro años a aumentar el consenso dentro del Peronismo y presentarse en 2011 nuevamente, a la vez de ser un respaldo político de peso para la presidenta.
El fin de semana inmediato a la asunción de Cristina Kirchner, Clarín publicó una serie de críticas al Gobierno, entre ellas la crisis energética, la inflación y la manipulación de los índices oficiales que la medían así como la cercanía a Hugo Chávez.
La imagen positiva del Gobierno se redujo de 56 % en enero de 2008 a 26 % en mayo. Clarín, La Nación, Perfil, entre otros, atribuyeron esta caída a la percepción de que los votos le correspondían más a su marido, la percepción de «falta de trabajo y autoridad» ya que mantuvo prácticamente el mismo gabinete de su marido y finalmente los cambios en su aspecto físico: «le daban una apariencia de frivolidad que irritaba especialmente a las mujeres de clase media: la senadora nacional de trajes severos, a lo Hillary Clinton, se había convertido en una primera dama y luego presidente de carteras Louis Vuitton, cintura ceñida, extensiones de cabello y una interminable colección de vestidos, conjuntos y zapatos de diseño. Además siempre hablaba con el dedo levantado, como una maestra, siempre reprendiendo».
Según el periodista y economista Maximiliano Montenegro, las controversias entre Clarín y el kirchnerismo tuvieron como disparador la extorsión a la que habría sido sometido el Gobierno argentino durante el paro patronal agropecuario de 2008, cuando Clarín pretendía avanzar sobre la prestadora de telefonía e Internet Telecom Argentina para así tener el triple play.
La Comisión de Defensa de la Competencia debía resolver antes que Cristina Kirchner asuma, la fusión de las dos mayores prestadoras del servicio de televisión por cable: Multicanal, de Clarín (hoy fusionada), y Cablevisión. Ambas representaban el 75 % del mercado en el Gran Buenos Aires, 85 % en Santa Fe y el 94 % en Córdoba. Los dueños del Grupo Clarín insistían con que dicha aprobación debía ser un dictamen por unanimidad, es decir, un dictamen único en el que se aprobara sin objeciones. Esto serviría como un escudo ante posibles impugnaciones por parte de otros operadores de cable.
El 7 de diciembre de 2007 la fusión fue aprobada sin la unanimidad exigida por los abogados de Clarín, lo cual no resta legitimidad a la aprobación. Hubo un dictamen favorable de los vocales Humberto Guardia Mendonça y Diego Póvolo.
José Sbatella, en cambio, acompañó dicha resolución pero diciendo que era necesario para asegurar la competencia, que Clarín se desprendiera de los derechos de la televisación del fútbol y que vendiera activos en las localidades donde Cablevisión y Multicanal eran las dos únicas prestadoras.
A comienzos de 2008, ya aprobada la fusión, Magnetto ―al igual que a mediados de los años 90― vuelve a interesarse en adquirir una empresa de telefonía, esta vez Telecom. Dicha empresa tuvo su paquete accionario dividido entre Telecom Italia (52 %) y France Telecom (48 %) hasta 2003 cuando los franceses venden la totalidad de su participación al grupo argentino Werthein por 165 millones de dólares.
La posibilidad de ingreso de otro socio argentino ―Clarín― surgió cuando en mayo de 2007 Telefónica de España (controlante de Telefónica de Argentina) adquirió el 42 % de la empresa italiana Telco poseedora del 12 % de Telecom Italia. Es decir que pasó a tener influencia significativa en Telecom Argentina. La Comisión de Defensa de la Competencia debía determinar si se estaba ante una situación de Monopolio. Como Telecom y Telefónica son las únicas dos empresas de telefonía fija de Argentina se exige que para evitar Monopolio que ambas no estén asociadas.
Los italianos intentaron hacer uso de su derecho a adquirir las acciones de los Werthein, pero el Gobierno de Kirchner prohibió temporalmente que Telecom Italia aumente su participación en Argentina y también que vendiera ya que los italianos habían amenazado con irse del país. En ese contexto el Gerente de Relaciones Externas de Clarín, Jorge Rendo, le comunicó al GobiernoGobierno que el Grupo estaba interesado en comprar parte de Telecom.
Tanto los italianos como el Gobierno estaban de acuerdo con el ingreso de Clarín. De parte de Telecom Italia era una forma de «deshacerse» de los Werthein y de parte del Gobierno mantener el «sistema de buen trato» con Clarín. Para ese momento Julio De Vido había viajado a Italia para arreglar la operación.
El entonces jefe de Gabinete, Alberto Fernández, se había opuesto a la operación:

[...] sería un error político dar tanto poder a un grupo de por sí tan poderoso, con una posición ya dominante en el negocio del cable». Les dijo a Magnetto y Rendo «Yo, razonablemente, tengo que garantizar que Telefónica no tenga intromisión en Telecom, pero ustedes no son el remplazo».

Iniciado el paro agropecuario patronal el canal Todo Noticias transmitía las 24 horas los cortes de ruta, marchas y cacerolazos en contra del Gobierno. Fue así que Néstor Kirchner convoca a Héctor Magnetto a Olivos donde, según Mochkofsky, le dijo:

―Néstor Kirchner: Héctor, yo necesito tenerlos en esta pelea a ustedes al lado mío. Yo los voy hacer polvo a los del campo y a vos te necesito al lado mío. Si no estás a mi lado, aquí trazo la línea.
―Héctor Magnetto: Yo tengo una visión diferente. Este conflicto es absolutamente innecesario. Es una pelea por 2000 millones de dólares. No amerita un conflicto de esta envergadura. Se arregla con una negociación en 72 horas.
―Néstor Kirchner: De ninguna manera. Vos no entendés. Si yo me deshago de estos tipos, no me queda nada en frente.
―Héctor Magnetto: Mirá, Néstor, no estás peleando contra cuatro personas, sino contra una base social mucho más amplia, geográfica y etnográficamente. Es una base social enorme. Y esta es una pelea innecesaria.
―Néstor Kirchner: No entendés. Lo tengo que definir políticamente.
―Héctor Magnetto: Yo no voy a estar de ese lado. Te estás peleando con la gente, no con la dirigencia.

La ruptura con el Gobierno ocurrió cuando los medios de comunicación de Clarín continuaron la cobertura de la protesta con un sesgo «pro campo». Según Montenegro, esta forma de encarar el conflicto fue para «apretar» al Gobierno y apurar el negocio.
Eran comunes las coberturas de los discursos de Cristina Kirchner en donde se dividía la pantalla y se mostraba al otro lado a dirigentes como Alfredo De Angeli reaccionando en contra de lo que decía la presidenta. Según Néstor Kirchner, Magnetto le ofreció total apoyo del multimedio si el Gobierno hacía lobby a favor del ingreso de Clarín en Telecom.
Clarín junto con La Nación son los organizadores de Expoagro, la mayor feria del sector. Además el Grupo tiene inversiones directas en negocios agropecuarios.
Según la versión de Clarín, la ruptura con el Gobierno es parte de una «venganza» que se originó cuando Magnetto se negó a venderle a Rudy Ulloa ―empresario cercano al Gobierno― el 30 % del Grupo por 1000 millones de dólares.
El 1 de abril de 2008 ―durante un acto en Plaza de Mayo― la presidenta marcó el conflicto como de tipo ideológico:

En estos días de marzo, amigos y amigas, hermanos y hermanas, donde he visto nuevamente el rostro de un pasado que pareciera querer volver. Tal vez muchos no lo recuerden, pero un 24 de febrero de 1976 también hubo un lock out patronal, las mismas organizaciones que hoy se jactan de poder llevar adelante el desabastecimiento del pueblo llamaron también a un lock out patronal allá por febrero del 76. Un mes después, el golpe más terrible, la tragedia más terrible que hemos tenido los argentinos. Esta vez no han venido acompañados de tanques, esta vez han sido acompañados por algunos generales multimediáticos que además de apoyar el lock out al pueblo, han hecho lock out a la información, cambiando, tergiversando, mostrando una sola cara.
Cristina Fernández de Kirchner

El conflicto con las patronales agropecuarias ―que se extendió por 129 días― finalizó cuando el vicepresidente Julio Cobos votó en contra del proyecto y la resolución fue derogada. Fue a partir de dicho conflicto en que la sociedad se polarizó ―a favor y en contra― del Gobierno y de la figura presidencial como hacía sesenta años no ocurría. A partir de dicho año se volvieron comunes discusiones «furibundas» en los ámbitos familiares y laborales sobre los pro y contra del kirchnerismo.
Luego del conflicto, hubo al menos una reunión más entre Néstor Kirchner y Héctor Magnetto. Kirchner tenía la intención de calmar los ánimos ya que la perspectiva para la elección de medio término de 2009 no era buena. Según Mochkofsky, un alto ejecutivo de Clarín le dijo que en dicha reunión Kirchner le ofreció nuevamente al Grupo ingresar a Telecom pero con la condición de que tener apoyo mediático. Magnetto le contestó que estaban interesados pero no podían aceptar condicionamientos. También según Mochkofsky lo que Magnetto no quería aceptar era tener como socio a Ernesto Gutiérrez Conte, identificado como un «empresario K».
Durante toda la campaña electoral para las legislativas de 2009, Clarín se alineó políticamente con la oposición y promovió candidatos como Eduardo Duhalde, Elisa Carrió y Francisco de Narváez.
En dichas elecciones el kirchnerismo perdió en casi todos los distritos del país, inclusive Santa Cruz. El propio Néstor Kirchner quedó segundo en la provincia de Buenos Aires, clave en la conducción del país. También el Gobierno perdió el control de ambas cámaras.
Los periodistas de Clarín hablaban del final del kirchnerismo y llegaban a poner en duda si la presidenta podría terminar su mandato. A partir de entonces no volvería haber un acercamiento entre Clarín y el Gobierno.
Kirchner buscó otros socios argentinos para Telecom. Finalmente no fue vendida y Telecom Italia compró el 10% de las acciones de los Werthein.
El conflicto con Clarín continuó en distintos ámbitos de los medios de comunicación y pasó a referirse a distintos aspectos de la vida nacional como la cultura, la economía y la política. El Gobierno ―que hasta ese momento había dado escasa réplica a los dichos de Clarín― creó en marzo de 2009 el programa televisivo 6, 7, 8 en donde se comenzó a criticar a la oposición política y al Grupo. Surge entonces, el denominado «periodismo militante».
Aún antes de la ruptura, Kirchner le había manifestado a Magnetto la intención de sancionar una Ley de Servicios de Comunicación Audiovisual que remplazara a la Ley de Radiodifusión de la dictadura. El interventor del Comité Federal de Radiodifusión Gabriel Mariotto la calificó como «la madre de todas las batallas».
La sanción de una nueva ley de medios audiovisuales que remplazara la sancionada por la dictadura, era una discusión pendiente desde el regreso de la democracia. La Ley 22.285 desde su sanción en 1980 recibió 207 modificaciones pero ningún presidente había logrado que se discutiera una nueva.
El Gobierno había discutido y consensuado el proyecto de Ley con distintos sectores como artistas, empresarios de medios, intelectuales, periodistas, personalidades de la cultura, la educación y la literatura. «Son cerca de 800», calculó un artículo del propio Clarín, que el Gobierno había «ganado» para su lado.
Durante el paro patronal agropecuario estos intelectuales vieron resurgir la Argentina clasista y antiperonista. Durante el conflicto publicaron la primera Carta Abierta en la que criticaban la cobertura que algunos medios, entre ellos el Grupo Clarín:

«Gestan la distorsión de lo que ocurre, difunden el prejuicio y el racismo más silvestre y espontáneo, sin la responsabilidad por explicar, por informar adecuadamente».

El Gobierno había ganado para sí también el apoyo de sectores que habían visto al Grupo concentrar un poder «excesivo» y estaban de acuerdo con recortarlo, entre ellos los sectores alfonsinistas del Radicalismo. Al respecto Leopoldo Moreau dijo sobre el proyecto del radicalismo:

[...] no hubo ley de radiodifusión, que era mucho más restrictiva que la actual Ley de Servicios Audiovisuales. Creo que la actual Ley establece un tope de 24 licencias, nosotros establecíamos un tope de 4 licencias. Entonces no hubo Ley y apenas Menem se hace del Gobierno, se vota la llamada Ley de Reforma del Estado, y en esa Ley de Reforma del Estado se contrabandea la derogación del 45, es decir, ocurrió lo que preveíamos que iba ocurrir.

Como había hecho con Alfonsín, Clarín se opuso con todos sus recursos a la aprobación de la Ley: sus diarios, sus canales, sus radios, la denuncia en foros nacionales e internacionales, lobby en el Congreso y la Justicia. Afirmó que se trataba de una «ley mordaza» y la llamó «ley de medios K».
Mientras que según el Gobierno la ley sirve para pluralizar los medios de comunicación y las opiniones y desconcentrar el poder de los grupos más grandes del país al dividir el espectro radioléctrico en tres tercios: el Estado, los privados y «otros» (entidades sin fines de lucro, asociaciones civiles, radios comunitarias, etc.), para Clarín el objetivo de la ley es darle a un «Gobierno autocrático» el control total sobre la información y la opinión.
La Ley 26.522 de Servicios de Comunicación Audiovisual fue sancionada la madrugada del 10 de octubre de 2009 y promulgada ese mismo día. A las pocas semanas el Grupo Clarín obtuvo una medida cautelar que suspendió la aplicación solo para Clarín de los artículos 45 y 161 hasta que se resolviera si ―como decía el Grupo― los mismos eran inconstitucionales.
Según Clarín el artículo 45 que fija los límites de la multiplicidad de licencias «favorece a los medios oficiales y oficialistas y ahoga a los independientes para afectar su libertad de expresión haciéndolos depender del dinero del Estado». Mientras que el artículo 161 que fija los plazos de desinversión para aquellas empresas que no cumplan con la Ley «Desconoce las licencias de radio y televisión que el mismo Estado otorgó, cancelándolas mucho antes de su vencimiento. Así, calla a los medios que no puede controlar. Y viola numerosos derechos constitucionales, empezando por la libertad de expresión».
Durante una de las audiencias por la Ley, Osvaldo Papaleo ex cuñado de David Graiver denunció que la empresa Papel Prensa S. A. le fue arrancada a la familia bajo tortura. La justicia argentina investiga desde 2010 la supuesta compra ilícita de dicha empresa por parte de Clarín, La Nación y La Razón supuestamente convalidada por la dictadura a cambio de no mencionar en sus medios los crímenes de lesa humanidad, o presentándolos como cruces entre delincuentes y las fuerzas de seguridad.
Para Clarín y La Nación no había dudas de que detrás de esta «versión revisada» de la historia estaba el Gobierno y que el objetivo del mismo era meter preso a Héctor Magnetto y tal vez a Bartolomé Mitre (IV). Ambos diarios armaron la defensa, pusieron un equipo de investigación interno y prepararon una respuesta para refutar cada dicho de Lidia Papaleo y los Graiver y contrataron como vocero público a José Ignacio López, hecho inédito en el periodismo argentino.
Guillermo Moreno preparó un equipo de investigación que redactó un informe de más de 200 fojas sobre la base de decenas de miles de páginas de expedientes judiciales, viejas investigaciones, artículos periodísticos, documentos oficiales y privados. El informe ―presentado por la presidenta en agosto de 2010 con el nombre de «Papel Prensa La Verdad»― está destinado a probar que la adquisición de la empresa fue tanto un delito económico como un delito de lesa humanidad.
La presidenta anunció durante la presentación del informe que enviaría al Congreso ―que el kirchnerismo no controlaba― un proyecto de Ley para convertir la producción y venta de papel de diario en actividades «de interés nacional». Según el Gobierno la empresa Papel Prensa S. A. es una empresa monopólica integrada verticalmente que va desde la materia prima hasta el insumo básico.
Durante las siguientes semanas el caso Papel Prensa llenó las tapas de los diarios y los titulares de los noticieros. El Grupo Clarín insistía en que el Gobierno quería controlar la prensa escrita al manejar la dotación de papel. La investigación se centraba en determinar si la empresa fue adquirida a precio vil utilizando la tortura o se pagó un precio justo. Además se acusaba al Gobierno militar de «elegir» a Clarín, La Nación y La Razón como compradores. Según Clarín, la familia Graiver estaba amenazada por los Montoneros a causa de la deuda que contrajo David Graiver y decía que la familia fue secuestrada por la dictadura en marzo de 1977 mientras que la compra se negoció en noviembre de 1976.
Según Lidia Papaleo el propio Magnetto la había amenazado durante la negociación, hecho negado por la hija de Papaleo, María Sol Graiver y por Isidoro Graiver, hermano de David, para quienes la operación fue justa. Papaleo contestó que no se hablaba hacía tres años con su hija, que estaba enfrentada a su ex cuñado y que la «compra de voluntades» podía explicar su posición. Según Julio Saguier (hijo) ―presidente del directorio del diario La Nación― Papaleo recibía dádivas del Gobierno para atacar a Clarín y La Nación.
El Gobierno acusó a Papel Prensa de vender papel a un precio por debajo del costo a Clarín y La Nación, es decir, subsidiaba a los diarios. Asimismo vendía a precio de mercado a los demás diarios. La Administración Federal de Ingresos Públicos en varias oportunidades fiscalizó todas las cuentas del Grupo. Asimismo la Comisión Nacional de Valores intimó a Papel Prensa a presentar sus estados contables. Según Clarín la CNV actuó de manera «selectiva» con Papel Prensa.
En diciembre de 2011 se aprobó la Ley 26.736 que declara interés público la fabricación, comercialización y distribución de pasta celulosa y papel para diarios y somete el mismo al control estatal. Asimismo ningún diario denunció haber sido objeto de censura por parte del Gobierno.
En 2010 también volvió a debatirse la Causa Ernestina Herrera de Noble sobre sustracción de bebés referida a la adopción de sus hijos Marcela y Felipe en la cual luego de una extensa tramitación entregaron una muestra de sangre que fue comparada con la totalidad de los datos obrantes en el Banco Nacional de Datos Genéticos sobre personas desaparecidas, con resultado negativo.
José Sbatella, ahora en la Unidad de Información Financiera, comenzó a investigar a Clarín por lavado de dinero luego de que Hernán Arbizu ―quien manejó las cuentas del Grupo y sus accionistas desde Nueva York― dijera que Clarín había falseado el valor de sus acciones al salir a la Bolsa. Según Arbizu se habían vendido a un precio inflado a las AFJP e inmediatamente su valor cayó de entre $35 y $28 a $9,25, lo que constituía una estafa a los jubilados. Clarín negó «una maniobra» y centró su respuesta en la credibilidad de Arbizu.
Sbatella también comenzó a investigar a los directivos José Antonio Aranda y Lucio Pagliaro por el incremento en sus fortunas personales que consideró «desmesurado». Ambos directivos denunciaron ser objeto de acoso por parte del Gobierno.
A partir de 2009 se había iniciado lo que el kirchnerismo llamó «la batalla cultural» contra Clarín. Según este punto de vista Clarín es un grupo económico de poder concentrado que miente para obtener más poder. A partir de la aparición del programa televisivo 6, 7, 8 los cruces públicos entre el Grupo y el Gobierno se hicieron más notorios.
El 11 de agosto de ese año el Gobierno hizo un acuerdo con la AFA para que la televisación del fútbol sea libre nuevamente. Ese contrato dio origen a los programas Fútbol para todos y Deporte para todos. El Estado pagaría alrededor de 600 millones de pesos anuales, 123 % más caro que los 268 millones que pagaba Clarín. El Grupo le ganó un juicio a la AFA que fijó una pérdida ―por rescindir el contrato― de 12 millones de pesos por día, alrededor de 2280 millones por año. Según Magnetto el «objetivo» de codificar la televisación del fútbol es que pague el que quiera ver. Según el Estado Nacional el nuevo contrato volvía el estado de cosas a su situación natural ―como había dicho Sbatella en su resolución durante la fusión Cablevisión Multicanal― y que el fútbol es parte de la cultura nacional y no se puede privar a aquellos que no pueden pagar un abono.
El 19 de agosto de 2010 Julio de Vido anunció que se cancelaba la licencia de la prestadora de Internet Fibertel. Según el Gobierno como la firma había sido absorbida en 2003 por Cablevisión, la misma no existía más y como «las licencias no se transfieren automáticamente» Cablevisión estaba usurpando una licencia. «Fibertel no existe más» ―dijo― era solo un nombre de fantasía. Según el Grupo Clarín se trató de «un nuevo» ataque contra la libertad de expresión y «una nueva» embestida contra Clarín.
El Gobierno fijó un plazo de 90 días de gracia para que los usuarios migraran hacia otros proveedores en forma gratuita. El Grupo Clarín respondió ofreciendo rebajas a sus clientes. Actualmente Fibertel sigue operando con otras licencias del Grupo y mantiene un juicio contra el Estado.
El retrato de país que se comenzó a transmitir a partir de la asunción de Cristina Kirchner cambió de presentar un país en crecimiento, que había salido exitosamente de la crisis, a otro en el que la presidenta planeaba «una profunda reforma del Estado» en donde se «lanzan créditos para sostener el consumo» y donde el diario dice que se «esperan señales de acercamiento a los Estados Unidos».
Luego del paro agropecuario patronal de 2008, los titulares de TN y del diario Clarín comenzaron a ser foco de críticas de todos los días: «Cristina necesita más plata y lanzan otra moratoria» o «Beneficia a más aliados del poder la obra pública». Se comenzó a acusar al Gobierno de «autoritario», «monárquico» y «absolutista» y de que «El equilibrio de la democracia está en juego», es decir un país del que no puede decirse nada bueno.
Según Mochkofsky en Clarín «casi sin excepción, las noticias que involucraban al Gobierno eran negativas, a veces al punto del absurdo». En una conversación entre Sebastián Wainraich y Ernesto Tenembaum, el primero dijo «vos abrís Clarín y desde la primera hasta la última página ves noticias negativas y decís estamos en una situación...» a lo que Tenenbaum, trabajador del Grupo, contestó «eso no te lo voy a defender».
Según el Grupo Clarín, en su trabajo defienden la libertad de expresión enfrentando a un Gobierno que los perjudica. Desde el kirchnerismo se acusa a Clarín de atacar al Gobierno como presión para obtener más negocios, evitar la aplicación de la Ley de Medios y también debido al dinero que el Grupo perdió con la estatización de los fondos de las AFJP y la televisación del fútbol.
Sobre la cuestión judicial de la Ley de medios audiovisuales, durante cuatro años (excepto por el lunes 17 de diciembre de 2012) la aplicación de la misma, en los artículos cuestionados por Clarín (41, 45, 48 y 161), estuvo suspendida judicialmente. Después de dos fallos favorables (Primera instancia y Procuradoría General) y uno en contra (Cámara de apelaciones) la causa fue tomada por la Corte Suprema de Justicia de la Nación, que dictaminó el martes 30 de octubre de 2013 con seis votos a favor y uno en contra, la constitucionalidad general de la Ley. Asimismo el máximo tribunal no emitió opinión sobre la calidad de la ley a la vez que realizó una serie de recomendaciones a la Autoridad de aplicación.
Asimismo el voto de mayoría de la Corte declaró vencidos todos los plazos de la Ley por lo que el Estado debe proceder a vender los activos que exceden los topes e indemnizar al Grupo. La autoridad de aplicación puede decidir otorgar prórroga para que Clarín presente un plan de adecuación voluntario ya que el socio minoritario de Cablevisión ―Fintech― sí presentó el suyo, por lo que según Martín Sabbatella existe un resquicio por el que puede darse un plazo extraordinario.

### Compra de Telefónica Argentina
En 2025, el Grupo Clarín, a través de su participación en Telecom Argentina, impulsó la adquisición de la filial local de Telefónica por una cifra cercana a los 1.245 millones de dólares. La operación generó un fuerte debate público e institucional, ya que el gobierno del presidente Javier Milei argumentó que esta fusión podía dar lugar a una concentración desmedida en el mercado de telecomunicaciones, afectando la competencia.
En marzo de 2025, la Comisión Nacional de Defensa de la Competencia (CNDC) y el Ente Nacional de Comunicaciones (ENACOM) suspendieron preventivamente la operación alegando riesgo de "posición dominante" en servicios como internet, telefonía fija y móvil. El presidente Milei calificó públicamente al Grupo Clarín como "una estafa sostenida durante décadas con privilegios estatales", y denunció que existían “presiones mediáticas” para permitir la transacción.
La medida fue apelada por Telecom y en junio de 2025 la Cámara Civil y Comercial Federal revocó la suspensión, permitiendo que la compra continuara su curso mientras se resolvía el fondo de la cuestión. La operación sigue sujeta a supervisión regulatoria y judicial.